# Nothofagus solandri
Nothofagus solandri var. solandri là một loài thực vật có hoa trong họ Nothofagaceae. Loài này được (Hook.f.) Oerst. mô tả khoa học đầu tiên năm 1873.

## Hình ảnh

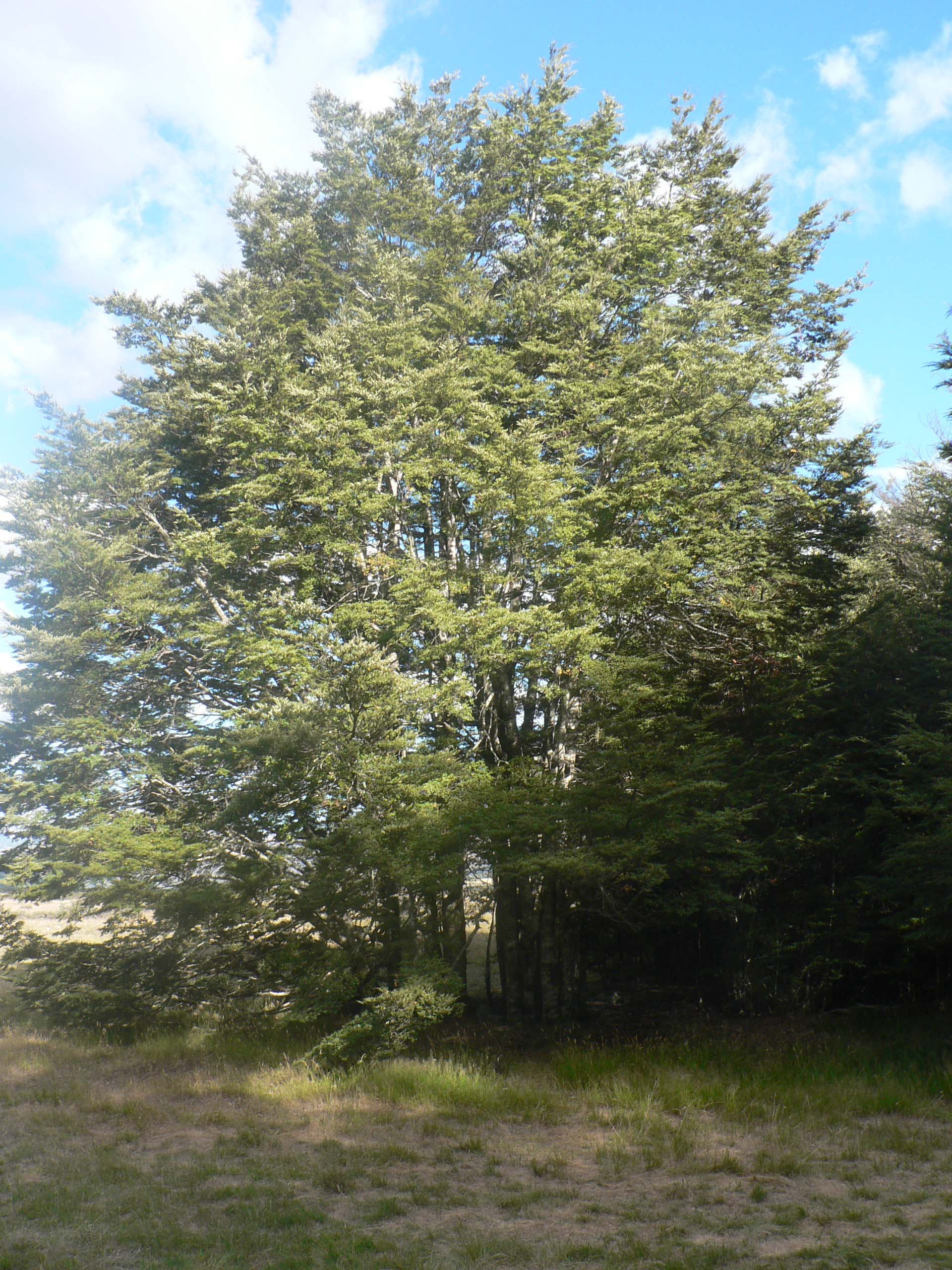
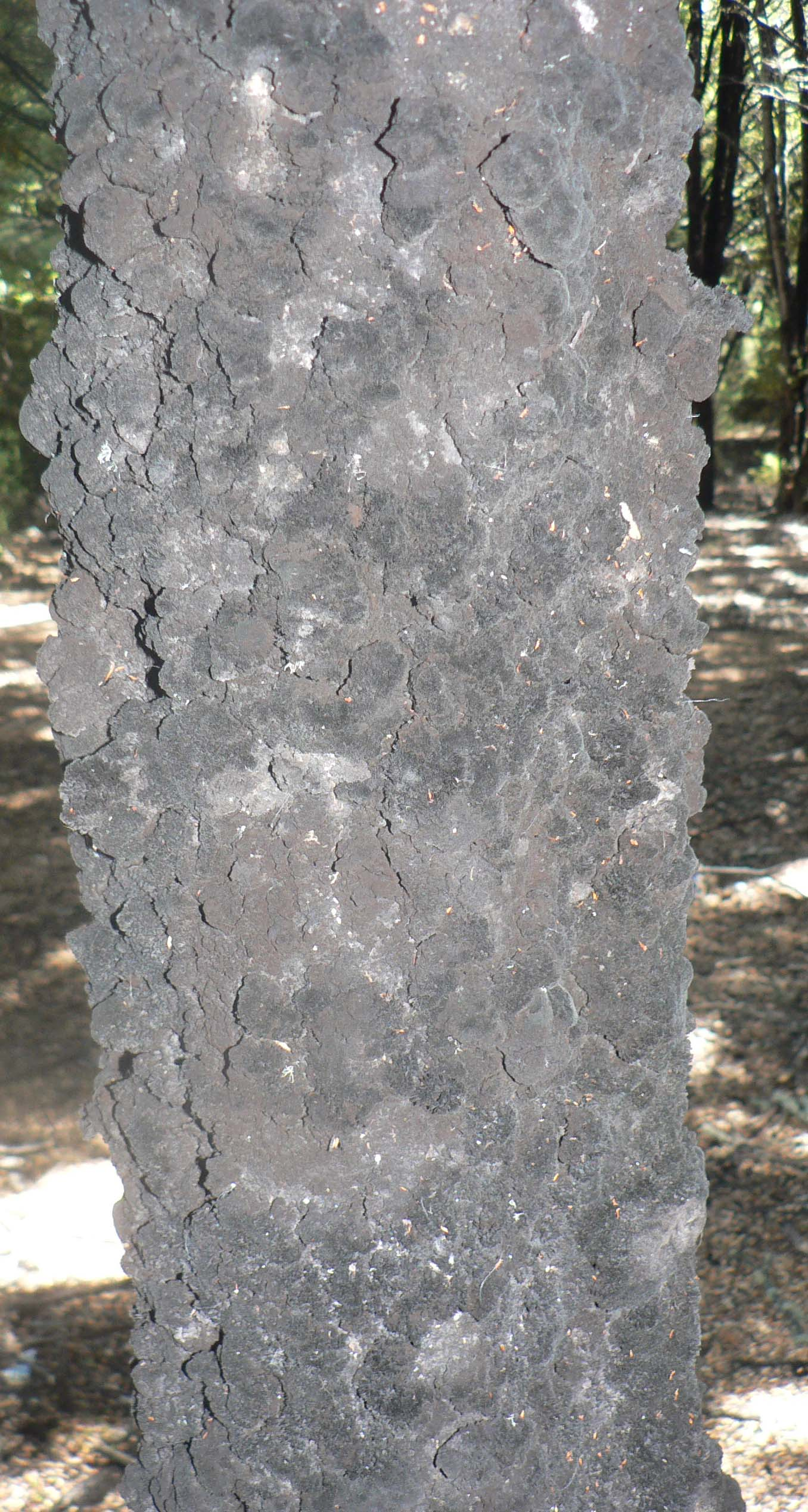
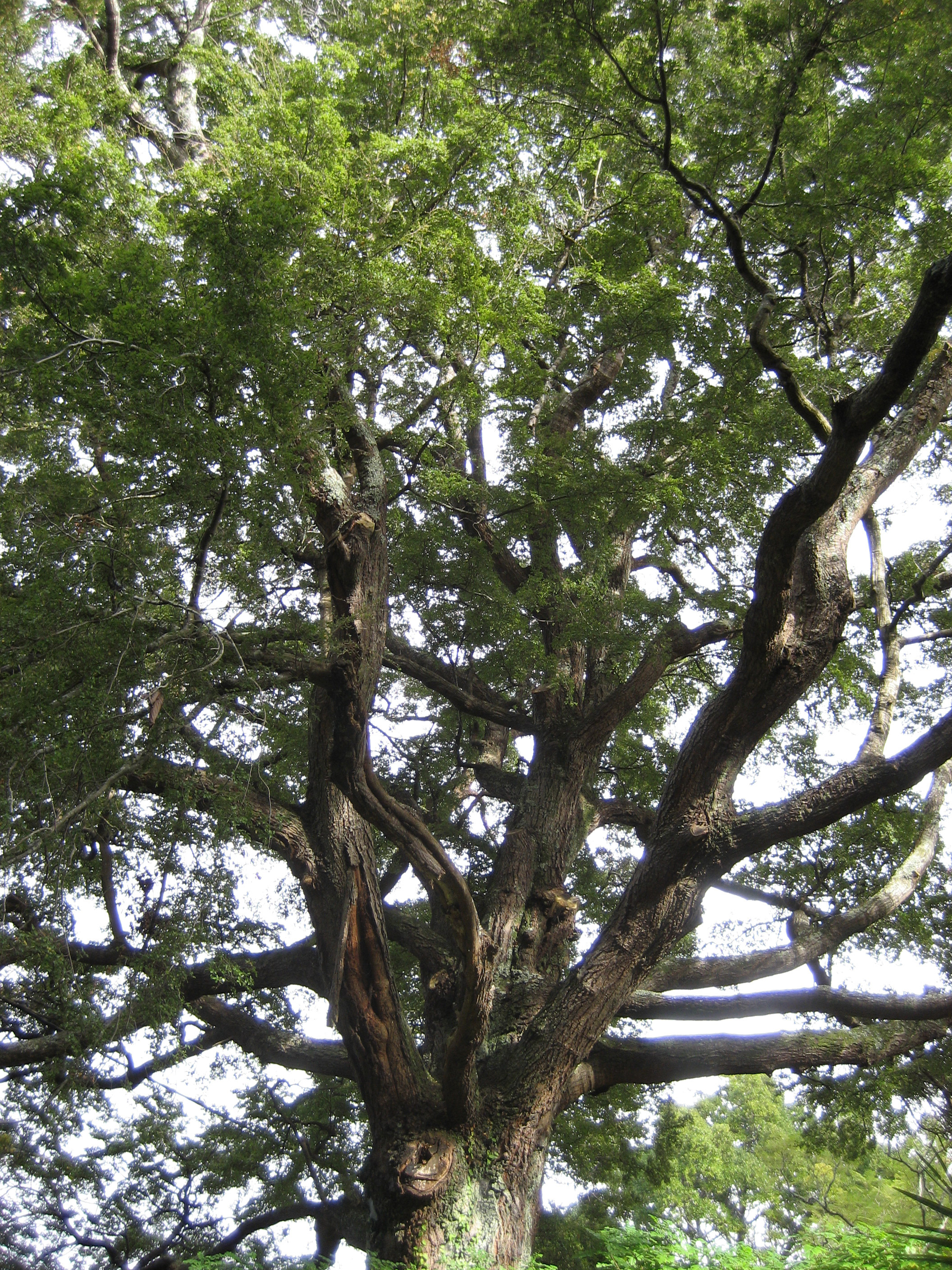
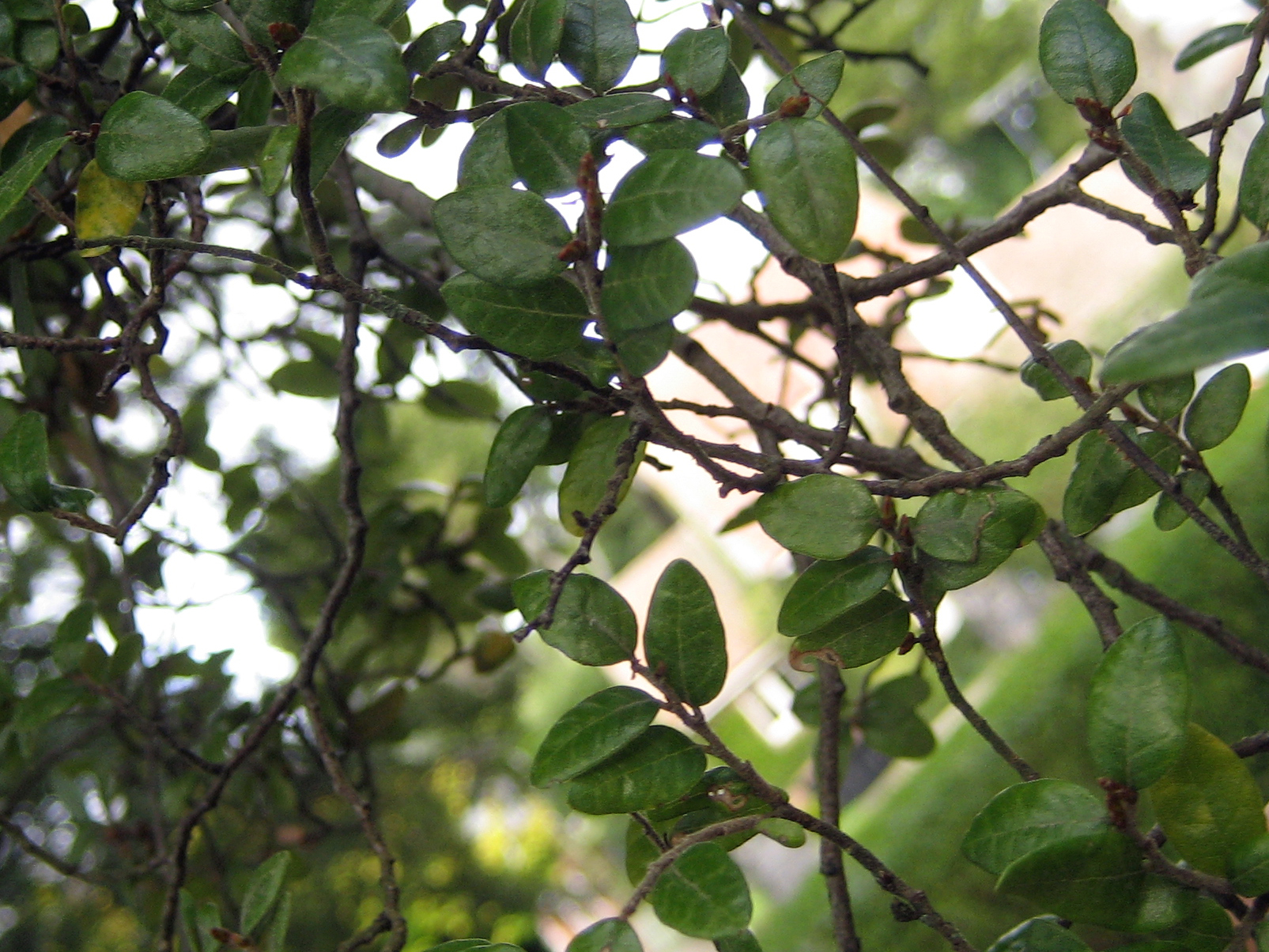